# Домброва-Хотомовська
Домброва-Хотомовська (пол. Dąbrowa Chotomowska) — село в Польщі, у гміні Яблонна Леґьоновського повіту Мазовецького воєводства.
Населення — 644 особи (2011).

## Демографія
Демографічна структура станом на 31 березня 2011 року:
|          | Загалом | Допрацездатний вік | Працездатний вік | Постпрацездатний вік |
| -------- | ------- | ------------------ | ---------------- | -------------------- |
| Чоловіки | 315     | 80                 | 213              | 22                   |
| Жінки    | 329     | 84                 | 190              | 55                   |
| Разом    | 644     | 164                | 403              | 77                   |